# Ki no Tokibumi
Ki no Tokibumi (紀 時文), född 922, död 996, var en waka-poet under Heian- perioden. 
Tokibumi deltog i sammanställandet av “Gosen Wakashū” (後撰和歌集, Den senare samlingen av japanska dikter) och också i kunyomi-versionen av Man'yōshū. 

## Ett exempel
Ett exempel på Tokibumis poesi, när han berättar om sin känsla över att bli övergiven av den kvinna han levt med i flera år: 
| ” | Toshi o hete Naretaru hito o Wakarenishi Kozo wa kotoshi no Kyo ni zo arikeru | „ |

Wakan finns i engelsk översättning, men har inte översatts till svenska:
| ” | We passed many a year She and I, in homely love, And then that parting – Last year is here again In this year’s today | „ |